# Phase de groupes de la Ligue Europa 2022-2023
 (septembre 2022).
Si vous disposez d'ouvrages ou d'articles de référence ou si vous connaissez des sites web de qualité traitant du thème abordé ici, merci de compléter l'article en donnant les références utiles à sa vérifiabilité et en les liant à la section « Notes et références ».
Pour un article plus général, voir Ligue Europa 2022-2023.
Navigation
Phase finale
La phase de groupes de l'édition 2022-2023 de la Ligue Europa se déroule du 8 septembre au 3 novembre 2022. Un total de 32 équipes y prend part afin de désigner 16 des 24 participants à la phase finale.

## Format
Dans chaque groupe, chaque équipe affronte les trois autres, à domicile et à l'extérieur suivant un format « toutes rondes », pour un total de six matchs chacun. Le premier se qualifie pour les huitièmes de finale, le deuxième est qualifié pour les barrages de la phase à élimination directe et affrontera les reversés de Ligue des champions, le troisième est reversé en Ligue Europa Conférence. La répartition des points est la suivante : 3 points pour une victoire, 1 point pour un match nul et 0 points pour une défaite.

### Critères de départage
En cas d’égalité de points de plusieurs équipes à l'issue des matches de groupe,
les critères suivants sont appliqués dans l'ordre indiqué pour établir leur
classement :
1. plus grand nombre de points obtenus dans les matches du groupe disputés entre les équipes concernées ;
2. meilleure différence de buts dans les matches du groupe disputés entre les équipes concernées ;
3. plus grand nombre de buts marqués dans les matches du groupe disputés entre les équipes concernées ;
4. plus grand nombre de buts marqués à l’extérieur dans les matches du groupe disputés entre les équipes concernées ;
5. si, après l’application des critères 1 à 4, plusieurs équipes sont toujours à égalité, les critères 1 à 4 sont à nouveau appliqués exclusivement aux matches entre les équipes concernées afin de déterminer leur classement final. Si cette procédure ne donne pas de résultat, les critères 6 à 12 s’appliquent ;
6. meilleure différence de buts dans tous les matches du groupe ;
7. plus grand nombre de buts marqués dans tous les matches du groupe ;
8. plus grand nombre de buts marqués à l’extérieur dans tous les matches du groupe ;
9. plus grand nombre de victoires dans tous les matches du groupe ;
10. plus grand nombre de victoires à l'extérieur dans tous les matches du groupe ;
11. total le plus faible de points disciplinaires sur la base uniquement des cartons jaunes et des cartons rouges reçus durant tous les matches du groupe (carton rouge = 3 points, carton jaune = 1 point, expulsion pour deux cartons jaunes au cours d'un match = 3 points) ;
12. meilleur coefficient de club.

Légende des classements
- Qualifié pour les huitièmes de finale
- Qualifié pour les barrages de la phase à élimination directe
- Repêché en barrages de la phase à élimination directe de la Ligue Europa Conférence

Légende des résultats
- Victoire à domicile
- Match nul
- Victoire à l'extérieur

## Groupes

### Groupe A
| Rang | Équipe        | Pts | J | G | N | P | Bp | Bc | Diff |  | Résultats (▼ dom., ► ext.) |     |     |     |     |
| ---- | ------------- | --- | - | - | - | - | -- | -- | ---- |  | -------------------------- | --- | --- | --- | --- |
| 1    | Arsenal FC    | 15  | 6 | 5 | 0 | 1 | 8  | 3  | +5   |  | Arsenal FC                 |     | 1-0 | 3-0 | 1-0 |
| 2    | PSV Eindhoven | 13  | 6 | 4 | 1 | 1 | 15 | 4  | +11  |  | PSV Eindhoven              | 2-0 |     | 1-1 | 5-0 |
| 3    | FK Bodø/Glimt | 4   | 6 | 1 | 1 | 4 | 5  | 10 | -5   |  | FK Bodø/Glimt              | 0-1 | 1-2 |     | 2-1 |
| 4    | FC Zurich     | 3   | 6 | 1 | 0 | 5 | 5  | 16 | -11  |  | FC Zurich                  | 1-2 | 1-5 | 2-1 |     |

| 1re journée                 | FC Zurich          | 1 - 2   | Arsenal FC                   | Kybunpark, Saint-Gall                                                            |                                                                                  |
| 8 septembre 2022 18h45 CEST | Kryeziu 44e (pen.) | (1 - 1) | 16e Marquinhos · 62e Nketiah | Spectateurs : 17 070 Arbitrage : Mohammed Al-Hakim Arbitre vidéo : Rob Dieperink | Spectateurs : 17 070 Arbitrage : Mohammed Al-Hakim Arbitre vidéo : Rob Dieperink |
| 8 septembre 2022 18h45 CEST | Rapport            |         |                              | Spectateurs : 17 070 Arbitrage : Mohammed Al-Hakim Arbitre vidéo : Rob Dieperink | Spectateurs : 17 070 Arbitrage : Mohammed Al-Hakim Arbitre vidéo : Rob Dieperink |

| 1re journée                 | PSV Eindhoven | 1 - 1   | FK Bodø/Glimt | Stade Philips, Eindhoven                                                    |                                                                             |
| 8 septembre 2022 18h45 CEST | Gakpo 63e     | (0 - 1) | 44e Grønbæk   | Spectateurs : 28 627 Arbitrage : Georgi Kabakov Arbitre vidéo : Marco Fritz | Spectateurs : 28 627 Arbitrage : Georgi Kabakov Arbitre vidéo : Marco Fritz |
| 8 septembre 2022 18h45 CEST | Rapport       |         |               | Spectateurs : 28 627 Arbitrage : Georgi Kabakov Arbitre vidéo : Marco Fritz | Spectateurs : 28 627 Arbitrage : Georgi Kabakov Arbitre vidéo : Marco Fritz |

| 2e journée                   | FK Bodø/Glimt                   | 2 - 1   | FC Zurich   | Aspmyra Stadion, Bodø                                                            |                                                                                  |
| 15 septembre 2022 21h00 CEST | Selnæs 54e (csc) · Vetlesen 58e | (0 - 0) | 81e Avdijaj | Spectateurs : 8 000 Arbitrage : Stéphanie Frappart Arbitre vidéo : Benoît Millot | Spectateurs : 8 000 Arbitrage : Stéphanie Frappart Arbitre vidéo : Benoît Millot |
| 15 septembre 2022 21h00 CEST | Rapport                         |         |             | Spectateurs : 8 000 Arbitrage : Stéphanie Frappart Arbitre vidéo : Benoît Millot | Spectateurs : 8 000 Arbitrage : Stéphanie Frappart Arbitre vidéo : Benoît Millot |

| 3e journée                | FC Zurich | 1 - 5   | PSV Eindhoven                                  | Stade du Letzigrund, Zurich                                                 |                                                                             |
| 6 octobre 2022 18h45 CEST | Okita 87e | (0 - 4) | 10e 15e Vertessen · 21e 55e Gakpo · 35e Simons | Spectateurs : 10 626 Arbitrage : William Collum Arbitre vidéo : David Coote | Spectateurs : 10 626 Arbitrage : William Collum Arbitre vidéo : David Coote |
| 6 octobre 2022 18h45 CEST | Rapport   |         |                                                | Spectateurs : 10 626 Arbitrage : William Collum Arbitre vidéo : David Coote | Spectateurs : 10 626 Arbitrage : William Collum Arbitre vidéo : David Coote |

| 3e journée                | Arsenal FC                             | 3 - 0   | FK Bodø/Glimt | Emirates Stadium, Londres                                                    |                                                                              |
| 6 octobre 2022 21h00 CEST | Nketiah 23e · Holding 28e · Vieira 85e | (2 - 0) |               | Spectateurs : 59 724 Arbitrage : Harm Osmers Arbitre vidéo : Bastian Dankert | Spectateurs : 59 724 Arbitrage : Harm Osmers Arbitre vidéo : Bastian Dankert |
| 6 octobre 2022 21h00 CEST | Rapport                                |         |               | Spectateurs : 59 724 Arbitrage : Harm Osmers Arbitre vidéo : Bastian Dankert | Spectateurs : 59 724 Arbitrage : Harm Osmers Arbitre vidéo : Bastian Dankert |

| 4e journée                 | FK Bodø/Glimt | 0 - 1   | Arsenal FC | Aspmyra Stadion, Bodø                                                    |                                                                          |
| 13 octobre 2022 18h45 CEST |               | (0 - 1) | 24e Saka   | Spectateurs : 7 922 Arbitrage : Irfan Peljto Arbitre vidéo : Marco Guida | Spectateurs : 7 922 Arbitrage : Irfan Peljto Arbitre vidéo : Marco Guida |
| 13 octobre 2022 18h45 CEST | Rapport       |         |            | Spectateurs : 7 922 Arbitrage : Irfan Peljto Arbitre vidéo : Marco Guida | Spectateurs : 7 922 Arbitrage : Irfan Peljto Arbitre vidéo : Marco Guida |

| 4e journée                 | PSV Eindhoven                                               | 5 - 0   | FC Zurich | Stade Philips, Eindhoven                                                           |                                                                                    |
| 13 octobre 2022 21h00 CEST | Gutiérrez 9e · Veerman 15e 55e · Sangaré 35e · El-Ghazi 84e | (3 - 0) |           | Spectateurs : 30 000 Arbitrage : Ali Palabıyık Arbitre vidéo : Massimiliano Irrati | Spectateurs : 30 000 Arbitrage : Ali Palabıyık Arbitre vidéo : Massimiliano Irrati |
| 13 octobre 2022 21h00 CEST | Rapport                                                     |         |           | Spectateurs : 30 000 Arbitrage : Ali Palabıyık Arbitre vidéo : Massimiliano Irrati | Spectateurs : 30 000 Arbitrage : Ali Palabıyık Arbitre vidéo : Massimiliano Irrati |

| 2e journée                 | Arsenal FC | 1 - 0   | PSV Eindhoven | Emirates Stadium, Londres                                                                            | |
| 20 octobre 2022 19h00 CEST | Xhaka 71e  | (0 - 0) |               | Spectateurs : 52 200 Arbitrage : Alejandro Hernández Hernández Arbitre vidéo : Juan Martínez Munuera | Spectateurs : 52 200 Arbitrage : Alejandro Hernández Hernández Arbitre vidéo : Juan Martínez Munuera |
| 20 octobre 2022 19h00 CEST | Rapport    |         |               | Spectateurs : 52 200 Arbitrage : Alejandro Hernández Hernández Arbitre vidéo : Juan Martínez Munuera | Spectateurs : 52 200 Arbitrage : Alejandro Hernández Hernández Arbitre vidéo : Juan Martínez Munuera |

| 5e journée                 | FC Zurich                            | 2 - 1   | FK Bodø/Glimt    | Stade du Letzigrund, Zurich                                                    |                                                                                |
| 27 octobre 2022 18h45 CEST | Boranijašević 67e · Marchesano 90+4e | (0 - 1) | 45+1e Pellegrino | Spectateurs : 10 168 Arbitrage : Yevhen Aranovskyi Arbitre vidéo : David Coote | Spectateurs : 10 168 Arbitrage : Yevhen Aranovskyi Arbitre vidéo : David Coote |
| 27 octobre 2022 18h45 CEST | Rapport                              |         |                  | Spectateurs : 10 168 Arbitrage : Yevhen Aranovskyi Arbitre vidéo : David Coote | Spectateurs : 10 168 Arbitrage : Yevhen Aranovskyi Arbitre vidéo : David Coote |

| 5e journée                 | PSV Eindhoven             | 2 - 0   | Arsenal FC | Stade Philips, Eindhoven                                                            |                                                                                     |
| 27 octobre 2022 18h45 CEST | Veerman 56e · de Jong 63e | (0 - 0) |            | Spectateurs : 35 000 Arbitrage : Marco Di Bello Arbitre vidéo : Massimiliano Irrati | Spectateurs : 35 000 Arbitrage : Marco Di Bello Arbitre vidéo : Massimiliano Irrati |
| 27 octobre 2022 18h45 CEST | Rapport                   |         |            | Spectateurs : 35 000 Arbitrage : Marco Di Bello Arbitre vidéo : Massimiliano Irrati | Spectateurs : 35 000 Arbitrage : Marco Di Bello Arbitre vidéo : Massimiliano Irrati |

| 6e journée                 | Arsenal FC  | 1 - 0   | FC Zurich | Emirates Stadium, Londres                                                      |                                                                                |
| 3 novembre 2022 21h00 CEST | Tierney 17e | (1 - 0) |           | Spectateurs : 48 500 Arbitrage : Erik Lambrechts Arbitre vidéo : Dennis Higler | Spectateurs : 48 500 Arbitrage : Erik Lambrechts Arbitre vidéo : Dennis Higler |
| 3 novembre 2022 21h00 CEST | Rapport     |         |           | Spectateurs : 48 500 Arbitrage : Erik Lambrechts Arbitre vidéo : Dennis Higler | Spectateurs : 48 500 Arbitrage : Erik Lambrechts Arbitre vidéo : Dennis Higler |

| 6e journée                 | FK Bodø/Glimt | 1 - 2   | PSV Eindhoven                     | Aspmyra Stadion, Bodø                                                                     |                                                                                           |
| 3 novembre 2022 21h00 CEST | Žugelj 90+3e  | (0 - 1) | 36e (csc) Sampsted · 52e Bakayoko | Spectateurs : 7 985 Arbitrage : Donatas Rumšas Arbitre vidéo : Guillermo Cuadra Fernández | Spectateurs : 7 985 Arbitrage : Donatas Rumšas Arbitre vidéo : Guillermo Cuadra Fernández |
| 3 novembre 2022 21h00 CEST | Rapport       |         |                                   | Spectateurs : 7 985 Arbitrage : Donatas Rumšas Arbitre vidéo : Guillermo Cuadra Fernández | Spectateurs : 7 985 Arbitrage : Donatas Rumšas Arbitre vidéo : Guillermo Cuadra Fernández |

### Groupe B
| Rang | Équipe           | Pts | J | G | N | P | Bp | Bc | Diff |  | Résultats (▼ dom., ► ext.) |     |     |     |     |
| ---- | ---------------- | --- | - | - | - | - | -- | -- | ---- |  | -------------------------- | --- | --- | --- | --- |
| 1    | Fenerbahçe SK    | 14  | 6 | 4 | 2 | 0 | 13 | 7  | +6   |  | Fenerbahçe SK              |     | 3-3 | 2-0 | 2-1 |
| 2    | Stade rennais FC | 12  | 6 | 3 | 3 | 0 | 11 | 8  | +3   |  | Stade rennais FC           | 2-2 |     | 1-1 | 2-1 |
| 3    | AEK Larnaca      | 5   | 6 | 1 | 2 | 3 | 7  | 10 | -3   |  | AEK Larnaca                | 1-2 | 1-2 |     | 3-3 |
| 4    | Dynamo Kiev      | 1   | 6 | 0 | 1 | 5 | 5  | 11 | -6   |  | Dynamo Kiev                | 0-2 | 0-1 | 0-1 |     |

| 1re journée                 | AEK Larnaca | 1 - 2   | Stade rennais FC            | AEK Arena, Larnaca                                                               |                                                                                  |
| 8 septembre 2022 18h45 CEST | Oier 33e    | (1 - 1) | 29e Theate · 90+4e Assignon | Spectateurs : 4 103 Arbitrage : Giorgi Kruashvili Arbitre vidéo : Benjamin Brand | Spectateurs : 4 103 Arbitrage : Giorgi Kruashvili Arbitre vidéo : Benjamin Brand |
| 8 septembre 2022 18h45 CEST | Rapport     |         |                             | Spectateurs : 4 103 Arbitrage : Giorgi Kruashvili Arbitre vidéo : Benjamin Brand | Spectateurs : 4 103 Arbitrage : Giorgi Kruashvili Arbitre vidéo : Benjamin Brand |

| 1re journée                 | Fenerbahçe SK                  | 2 - 1   | Dynamo Kiev   | Stade Şükrü Saracoğlu, Istanbul                                             |                                                                             |
| 8 septembre 2022 18h45 CEST | Henrique 35e · Batshuayi 90+2e | (1 - 0) | 64e Tsyhankov | Spectateurs : 41 895 Arbitrage : Tamás Bognár Arbitre vidéo : Pascal Müller | Spectateurs : 41 895 Arbitrage : Tamás Bognár Arbitre vidéo : Pascal Müller |
| 8 septembre 2022 18h45 CEST | Rapport                        |         |               | Spectateurs : 41 895 Arbitrage : Tamás Bognár Arbitre vidéo : Pascal Müller | Spectateurs : 41 895 Arbitrage : Tamás Bognár Arbitre vidéo : Pascal Müller |

| 2e journée                   | Dynamo Kiev | 0 - 1   | AEK Larnaca | Stade Józef-Piłsudski, Cracovie ( Pologne)                                   |                                                                              |
| 15 septembre 2022 21h00 CEST |             | (0 - 1) | 8e Gyurcsó  | Spectateurs : 3 362 Arbitrage : Jakob Kehlet Arbitre vidéo : Jeroen Manschot | Spectateurs : 3 362 Arbitrage : Jakob Kehlet Arbitre vidéo : Jeroen Manschot |
| 15 septembre 2022 21h00 CEST | Rapport     |         |             | Spectateurs : 3 362 Arbitrage : Jakob Kehlet Arbitre vidéo : Jeroen Manschot | Spectateurs : 3 362 Arbitrage : Jakob Kehlet Arbitre vidéo : Jeroen Manschot |

| 2e journée                   | Stade rennais FC        | 2 - 2   | Fenerbahçe SK                       | Roazhon Park, Rennes                                                            |                                                                                 |
| 15 septembre 2022 21h00 CEST | Terrier 52e · Majer 54e | (0 - 0) | 60e Kahveci · 90+2e (pen.) Valencia | Spectateurs : 20 993 Arbitrage : Aleksei Kulbakov Arbitre vidéo : Tiago Martins | Spectateurs : 20 993 Arbitrage : Aleksei Kulbakov Arbitre vidéo : Tiago Martins |
| 15 septembre 2022 21h00 CEST | Rapport                 |         |                                     | Spectateurs : 20 993 Arbitrage : Aleksei Kulbakov Arbitre vidéo : Tiago Martins | Spectateurs : 20 993 Arbitrage : Aleksei Kulbakov Arbitre vidéo : Tiago Martins |

| 3e journée                | Stade rennais FC          | 2 - 1   | Dynamo Kiev   | Roazhon Park, Rennes                                                                              |                                                                                                   |
| 6 octobre 2022 21h00 CEST | Terrier 23e · D. Doué 89e | (1 - 1) | 33e Tsyhankov | Spectateurs : 24 761 Arbitrage : José María Sánchez Arbitre vidéo : Alejandro Hernández Hernández | Spectateurs : 24 761 Arbitrage : José María Sánchez Arbitre vidéo : Alejandro Hernández Hernández |
| 6 octobre 2022 21h00 CEST | Rapport                   |         |               | Spectateurs : 24 761 Arbitrage : José María Sánchez Arbitre vidéo : Alejandro Hernández Hernández | Spectateurs : 24 761 Arbitrage : José María Sánchez Arbitre vidéo : Alejandro Hernández Hernández |

| 3e journée                | Fenerbahçe SK                   | 2 - 0   | AEK Larnaca | Stade Şükrü Saracoğlu, Istanbul                                              |                                                                              |
| 6 octobre 2022 21h00 CEST | Batshuayi 26e · Mamas 80e (csc) | (1 - 0) |             | Spectateurs : 38 860 Arbitrage : Chris Kavanagh Arbitre vidéo : Peter Bankes | Spectateurs : 38 860 Arbitrage : Chris Kavanagh Arbitre vidéo : Peter Bankes |
| 6 octobre 2022 21h00 CEST | Rapport                         |         |             | Spectateurs : 38 860 Arbitrage : Chris Kavanagh Arbitre vidéo : Peter Bankes | Spectateurs : 38 860 Arbitrage : Chris Kavanagh Arbitre vidéo : Peter Bankes |

| 4e journée                 | Dynamo Kiev | 0 - 1   | Stade rennais FC | Stade Józef-Piłsudski, Cracovie ( Pologne)                                       |                                                                                  |
| 13 octobre 2022 18h45 CEST |             | (0 - 0) | 48e Wooh         | Spectateurs : 5 398 Arbitrage : Serdar Gözübüyük Arbitre vidéo : Jeroen Manschot | Spectateurs : 5 398 Arbitrage : Serdar Gözübüyük Arbitre vidéo : Jeroen Manschot |
| 13 octobre 2022 18h45 CEST | Rapport     |         |                  | Spectateurs : 5 398 Arbitrage : Serdar Gözübüyük Arbitre vidéo : Jeroen Manschot | Spectateurs : 5 398 Arbitrage : Serdar Gözübüyük Arbitre vidéo : Jeroen Manschot |

| 4e journée                 | AEK Larnaca           | 1 - 2   | Fenerbahçe SK                         | AEK Arena, Larnaca                                                           |                                                                              |
| 13 octobre 2022 18h45 CEST | Tričkovski 52e (pen.) | (0 - 1) | 16e João Pedro · 80e (pen.) Batshuayi | Spectateurs : 6 947 Arbitrage : Paweł Raczkowski Arbitre vidéo : Piotr Lasyk | Spectateurs : 6 947 Arbitrage : Paweł Raczkowski Arbitre vidéo : Piotr Lasyk |
| 13 octobre 2022 18h45 CEST | Rapport               |         |                                       | Spectateurs : 6 947 Arbitrage : Paweł Raczkowski Arbitre vidéo : Piotr Lasyk | Spectateurs : 6 947 Arbitrage : Paweł Raczkowski Arbitre vidéo : Piotr Lasyk |

| 5e journée                 | Fenerbahçe SK                     | 3 - 3   | Stade rennais FC            | Stade Şükrü Saracoğlu, Istanbul                                          |                                                                          |
| 27 octobre 2022 18h45 CEST | Valencia 42e · Zajc 82e · Mor 88e | (1 - 3) | 5e 30e Gouiri · 16e Terrier | Spectateurs : 34 840 Arbitrage : Novak Simović Arbitre vidéo : Matej Jug | Spectateurs : 34 840 Arbitrage : Novak Simović Arbitre vidéo : Matej Jug |
| 27 octobre 2022 18h45 CEST | Rapport                           |         |                             | Spectateurs : 34 840 Arbitrage : Novak Simović Arbitre vidéo : Matej Jug | Spectateurs : 34 840 Arbitrage : Novak Simović Arbitre vidéo : Matej Jug |

| 5e journée                 | AEK Larnaca                | 3 - 3   | Dynamo Kiev                   | AEK Arena, Larnaca                                                         |                                                                            |
| 27 octobre 2022 18h45 CEST | Altman 26e 72e · Lopes 53e | (1 - 1) | 45e Vanat · 82e 90+2e Harmash | Spectateurs : 4 321 Arbitrage : John Beaton Arbitre vidéo : Jarred Gillett | Spectateurs : 4 321 Arbitrage : John Beaton Arbitre vidéo : Jarred Gillett |
| 27 octobre 2022 18h45 CEST | Rapport                    |         |                               | Spectateurs : 4 321 Arbitrage : John Beaton Arbitre vidéo : Jarred Gillett | Spectateurs : 4 321 Arbitrage : John Beaton Arbitre vidéo : Jarred Gillett |

| 6e journée                 | Dynamo Kiev | 0 - 2   | Fenerbahçe SK          | Stade Józef-Piłsudski, Cracovie ( Pologne)                                 |                                                                            |
| 3 novembre 2022 21h00 CEST |             | (0 - 2) | 23e Güler · 45+2e Arão | Spectateurs : 6 304 Arbitrage : Duje Strukan Arbitre vidéo : Luca Pairetto | Spectateurs : 6 304 Arbitrage : Duje Strukan Arbitre vidéo : Luca Pairetto |
| 3 novembre 2022 21h00 CEST | Rapport     |         |                        | Spectateurs : 6 304 Arbitrage : Duje Strukan Arbitre vidéo : Luca Pairetto | Spectateurs : 6 304 Arbitrage : Duje Strukan Arbitre vidéo : Luca Pairetto |

| 6e journée                 | Stade rennais FC | 1 - 1   | AEK Larnaca | Roazhon Park, Rennes                                                            |                                                                                 |
| 3 novembre 2022 21h00 CEST | Abline 17e       | (1 - 0) | 76e Lopes   | Spectateurs : 27 210 Arbitrage : Mohammed Al-Hakim Arbitre vidéo : Paolo Valeri | Spectateurs : 27 210 Arbitrage : Mohammed Al-Hakim Arbitre vidéo : Paolo Valeri |
| 3 novembre 2022 21h00 CEST | Rapport          |         |             | Spectateurs : 27 210 Arbitrage : Mohammed Al-Hakim Arbitre vidéo : Paolo Valeri | Spectateurs : 27 210 Arbitrage : Mohammed Al-Hakim Arbitre vidéo : Paolo Valeri |

### Groupe C
| Rang | Équipe             | Pts | J | G | N | P | Bp | Bc | Diff |  | Résultats (▼ dom., ► ext.) |     |     |     |     |
| ---- | ------------------ | --- | - | - | - | - | -- | -- | ---- |  | -------------------------- | --- | --- | --- | --- |
| 1    | Real Betis         | 16  | 6 | 5 | 1 | 0 | 12 | 4  | +8   |  | Real Betis                 |     | 1-1 | 3-2 | 3-0 |
| 2    | AS Rome            | 10  | 6 | 3 | 1 | 2 | 11 | 7  | +4   |  | AS Rome                    | 1-2 |     | 3-1 | 3-0 |
| 3    | Ludogorets Razgrad | 7   | 6 | 2 | 1 | 3 | 8  | 9  | -1   |  | Ludogorets Razgrad         | 0-1 | 2-1 |     | 2-0 |
| 4    | HJK Helsinki       | 1   | 6 | 0 | 1 | 5 | 2  | 13 | -11  |  | HJK Helsinki               | 0-2 | 1-2 | 1-1 |     |

| 1re journée                 | Ludogorets Razgrad     | 2 - 1   | AS Rome        | Ludogorets Arena, Razgrad                                                    |                                                                              |
| 8 septembre 2022 18h45 CEST | Cauly 72e · Nonato 88e | (0 - 0) | 86e Shomurodov | Spectateurs : 10 011 Arbitrage : Craig Pawson Arbitre vidéo : Darren England | Spectateurs : 10 011 Arbitrage : Craig Pawson Arbitre vidéo : Darren England |
| 8 septembre 2022 18h45 CEST | Rapport                |         |                | Spectateurs : 10 011 Arbitrage : Craig Pawson Arbitre vidéo : Darren England | Spectateurs : 10 011 Arbitrage : Craig Pawson Arbitre vidéo : Darren England |

| 1re journée                 | HJK Helsinki | 0 - 2   | Real Betis                    | Bolt Arena, Helsinki                                                           |                                                                                |
| 8 septembre 2022 18h45 CEST |              | (0 - 1) | 45+3e (pen.) 64e Willian José | Spectateurs : 10 164 Arbitrage : Roi Reinshreiber Arbitre vidéo : David Fuxman | Spectateurs : 10 164 Arbitrage : Roi Reinshreiber Arbitre vidéo : David Fuxman |
| 8 septembre 2022 18h45 CEST | Rapport      |         |                               | Spectateurs : 10 164 Arbitrage : Roi Reinshreiber Arbitre vidéo : David Fuxman | Spectateurs : 10 164 Arbitrage : Roi Reinshreiber Arbitre vidéo : David Fuxman |

| 2e journée                   | Real Betis                               | 3 - 2   | Ludogorets Razgrad        | Stade Benito-Villamarín, Séville                                                     |                                                                                      |
| 15 septembre 2022 21h00 CEST | Henrique 25e · Joaquín 39e · Canales 59e | (2 - 1) | 45+1e Despodov · 74e Rick | Spectateurs : 43 113 Arbitrage : Andris Treimanis Arbitre vidéo : Tomasz Kwiatkowski | Spectateurs : 43 113 Arbitrage : Andris Treimanis Arbitre vidéo : Tomasz Kwiatkowski |
| 15 septembre 2022 21h00 CEST | Rapport                                  |         |                           | Spectateurs : 43 113 Arbitrage : Andris Treimanis Arbitre vidéo : Tomasz Kwiatkowski | Spectateurs : 43 113 Arbitrage : Andris Treimanis Arbitre vidéo : Tomasz Kwiatkowski |

| 2e journée                   | AS Rome                                   | 3 - 0   | HJK Helsinki | Stade olympique de Rome, Rome                                                 |                                                                               |
| 15 septembre 2022 21h00 CEST | Dybala 47e · Pellegrini 49e · Belotti 68e | (0 - 0) |              | Spectateurs : 60 193 Arbitrage : Radu Petrescu Arbitre vidéo : Pol van Boekel | Spectateurs : 60 193 Arbitrage : Radu Petrescu Arbitre vidéo : Pol van Boekel |
| 15 septembre 2022 21h00 CEST | Rapport                                   |         |              | Spectateurs : 60 193 Arbitrage : Radu Petrescu Arbitre vidéo : Pol van Boekel | Spectateurs : 60 193 Arbitrage : Radu Petrescu Arbitre vidéo : Pol van Boekel |

| 3e journée                | HJK Helsinki | 1 - 1   | Ludogorets Razgrad | Bolt Arena, Helsinki                                                             |                                                                                  |
| 6 octobre 2022 18h45 CEST | Hetemaj 55e  | (0 - 1) | 10e Tissera        | Spectateurs : 9 751 Arbitrage : Yevhen Aranovskyi Arbitre vidéo : Benjamin Brand | Spectateurs : 9 751 Arbitrage : Yevhen Aranovskyi Arbitre vidéo : Benjamin Brand |
| 6 octobre 2022 18h45 CEST | Rapport      |         |                    | Spectateurs : 9 751 Arbitrage : Yevhen Aranovskyi Arbitre vidéo : Benjamin Brand | Spectateurs : 9 751 Arbitrage : Yevhen Aranovskyi Arbitre vidéo : Benjamin Brand |

| 3e journée                | AS Rome           | 1 - 2   | Real Betis                   | Stade olympique de Rome, Rome                                             |                                                                           |
| 6 octobre 2022 21h00 CEST | Dybala 34e (pen.) | (1 - 1) | 40e Rodríguez · 88e Henrique | Spectateurs : 62 294 Arbitrage : Matej Jug Arbitre vidéo : Pol van Boekel | Spectateurs : 62 294 Arbitrage : Matej Jug Arbitre vidéo : Pol van Boekel |
| 6 octobre 2022 21h00 CEST | Rapport           |         |                              | Spectateurs : 62 294 Arbitrage : Matej Jug Arbitre vidéo : Pol van Boekel | Spectateurs : 62 294 Arbitrage : Matej Jug Arbitre vidéo : Pol van Boekel |

| 4e journée                 | Real Betis  | 1 - 1   | AS Rome     | Stade Benito-Villamarín, Séville                                                          |                                                                                           |
| 13 octobre 2022 18h45 CEST | Canales 34e | (1 - 0) | 53e Belotti | Spectateurs : 52 472 Arbitrage : Anastasios Sidiropoulos Arbitre vidéo : Agelos Evangelou | Spectateurs : 52 472 Arbitrage : Anastasios Sidiropoulos Arbitre vidéo : Agelos Evangelou |
| 13 octobre 2022 18h45 CEST | Rapport     |         |             | Spectateurs : 52 472 Arbitrage : Anastasios Sidiropoulos Arbitre vidéo : Agelos Evangelou | Spectateurs : 52 472 Arbitrage : Anastasios Sidiropoulos Arbitre vidéo : Agelos Evangelou |

| 4e journée                 | Ludogorets Razgrad     | 2 - 0   | HJK Helsinki | Ludogorets Arena, Razgrad                                                   |                                                                             |
| 13 octobre 2022 21h00 CEST | Gropper 39e · Rick 64e | (1 - 0) |              | Spectateurs : 4 623 Arbitrage : Kristo Tohver Arbitre vidéo : Luca Pairetto | Spectateurs : 4 623 Arbitrage : Kristo Tohver Arbitre vidéo : Luca Pairetto |
| 13 octobre 2022 21h00 CEST | Rapport                |         |              | Spectateurs : 4 623 Arbitrage : Kristo Tohver Arbitre vidéo : Luca Pairetto | Spectateurs : 4 623 Arbitrage : Kristo Tohver Arbitre vidéo : Luca Pairetto |

| 5e journée                 | Ludogorets Razgrad | 0 - 1   | Real Betis | Ludogorets Arena, Razgrad                                                   |                                                                             |
| 27 octobre 2022 18h45 CEST |                    | (0 - 0) | 56e Fekir  | Spectateurs : 9 487 Arbitrage : Harald Lechner Arbitre vidéo : Sören Storks | Spectateurs : 9 487 Arbitrage : Harald Lechner Arbitre vidéo : Sören Storks |
| 27 octobre 2022 18h45 CEST | Rapport            |         |            | Spectateurs : 9 487 Arbitrage : Harald Lechner Arbitre vidéo : Sören Storks | Spectateurs : 9 487 Arbitrage : Harald Lechner Arbitre vidéo : Sören Storks |

| 5e journée                 | HJK Helsinki | 1 - 2   | AS Rome                          | Bolt Arena, Helsinki                                                       |                                                                            |
| 27 octobre 2022 21h00 CEST | Hetemaj 54e  | (0 - 1) | 41e Abraham · 62e (csc) Hoskonen | Spectateurs : 9 751 Arbitrage : Tiago Martins Arbitre vidéo : Luis Godinho | Spectateurs : 9 751 Arbitrage : Tiago Martins Arbitre vidéo : Luis Godinho |
| 27 octobre 2022 21h00 CEST | Rapport      |         |                                  | Spectateurs : 9 751 Arbitrage : Tiago Martins Arbitre vidéo : Luis Godinho | Spectateurs : 9 751 Arbitrage : Tiago Martins Arbitre vidéo : Luis Godinho |

| 6e journée                 | AS Rome                                        | 3 - 1   | Ludogorets Razgrad | Stade olympique de Rome, Rome                                                    |                                                                                  |
| 3 novembre 2022 21h00 CEST | Pellegrini 56e (pen.) 65e (pen.) · Zaniolo 85e | (0 - 1) | 42e Rick           | Spectateurs : 60 807 Arbitrage : Nikola Dabanović Arbitre vidéo : Pol van Boekel | Spectateurs : 60 807 Arbitrage : Nikola Dabanović Arbitre vidéo : Pol van Boekel |
| 3 novembre 2022 21h00 CEST | Rapport                                        |         |                    | Spectateurs : 60 807 Arbitrage : Nikola Dabanović Arbitre vidéo : Pol van Boekel | Spectateurs : 60 807 Arbitrage : Nikola Dabanović Arbitre vidéo : Pol van Boekel |

| 6e journée                 | Real Betis                   | 3 - 0   | HJK Helsinki | Stade Benito-Villamarín, Séville                                               |                                                                                |
| 3 novembre 2022 21h00 CEST | Ruibal 20e 41e · Fekir 90+3e | (2 - 0) |              | Spectateurs : 35 384 Arbitrage : William Collum Arbitre vidéo : Stuart Attwell | Spectateurs : 35 384 Arbitrage : William Collum Arbitre vidéo : Stuart Attwell |
| 3 novembre 2022 21h00 CEST | Rapport                      |         |              | Spectateurs : 35 384 Arbitrage : William Collum Arbitre vidéo : Stuart Attwell | Spectateurs : 35 384 Arbitrage : William Collum Arbitre vidéo : Stuart Attwell |

### Groupe D
| Rang | Équipe               | Pts | J | G | N | P | Bp | Bc | Diff |  | Résultats (▼ dom., ► ext.) |     |     |     |     |
| ---- | -------------------- | --- | - | - | - | - | -- | -- | ---- |  | -------------------------- | --- | --- | --- | --- |
| 1    | Union Saint-Gilloise | 13  | 6 | 4 | 1 | 1 | 11 | 7  | +4   |  | Union Saint-Gilloise       |     | 0-1 | 3-3 | 3-2 |
| 2    | Union Berlin         | 12  | 6 | 4 | 0 | 2 | 4  | 2  | +2   |  | Union Berlin               | 0-1 |     | 1-0 | 1-0 |
| 3    | SC Braga             | 10  | 6 | 3 | 1 | 2 | 9  | 7  | +2   |  | SC Braga                   | 1-2 | 1-0 |     | 2-1 |
| 4    | Malmö FF             | 0   | 6 | 0 | 0 | 6 | 3  | 11 | -8   |  | Malmö FF                   | 0-2 | 0-1 | 0-2 |     |

| 1re journée                 | Malmö FF | 0 - 2   | SC Braga                  | Swedbank Stadion, Malmö                                                          |                                                                                  |
| 8 septembre 2022 18h45 CEST |          | (0 - 1) | 30e Rodrigues · 70e Horta | Spectateurs : 13 721 Arbitrage : Duje Strukan Arbitre vidéo : Bartosz Frankowski | Spectateurs : 13 721 Arbitrage : Duje Strukan Arbitre vidéo : Bartosz Frankowski |
| 8 septembre 2022 18h45 CEST | Rapport  |         |                           | Spectateurs : 13 721 Arbitrage : Duje Strukan Arbitre vidéo : Bartosz Frankowski | Spectateurs : 13 721 Arbitrage : Duje Strukan Arbitre vidéo : Bartosz Frankowski |

| 1re journée                 | Union Berlin | 0 - 1   | Union Saint-Gilloise | Stadion An der Alten Försterei, Berlin                                       |                                                                              |
| 8 septembre 2022 18h45 CEST |              | (0 - 1) | 39e Lynen            | Spectateurs : 21 512 Arbitrage : Serhiy Boiko Arbitre vidéo : Pol van Boekel | Spectateurs : 21 512 Arbitrage : Serhiy Boiko Arbitre vidéo : Pol van Boekel |
| 8 septembre 2022 18h45 CEST | Rapport      |         |                      | Spectateurs : 21 512 Arbitrage : Serhiy Boiko Arbitre vidéo : Pol van Boekel | Spectateurs : 21 512 Arbitrage : Serhiy Boiko Arbitre vidéo : Pol van Boekel |

| 2e journée                   | Union Saint-Gilloise                   | 3 - 2   | Malmö FF               | Stade Den Dreef, Louvain                                                       |                                                                                |
| 15 septembre 2022 21h00 CEST | Burgess 17e · Teuma 69e · Boniface 71e | (1 - 1) | 6e Ceesay · 57e Thelin | Spectateurs : 4 373 Arbitrage : Bartosz Frankowski Arbitre vidéo : Piotr Lasyk | Spectateurs : 4 373 Arbitrage : Bartosz Frankowski Arbitre vidéo : Piotr Lasyk |
| 15 septembre 2022 21h00 CEST | Rapport                                |         |                        | Spectateurs : 4 373 Arbitrage : Bartosz Frankowski Arbitre vidéo : Piotr Lasyk | Spectateurs : 4 373 Arbitrage : Bartosz Frankowski Arbitre vidéo : Piotr Lasyk |

| 2e journée                   | SC Braga    | 1 - 0   | Union Berlin | Stade municipal de Braga, Braga                                          |                                                                          |
| 15 septembre 2022 21h00 CEST | Vitinha 77e | (0 - 0) |              | Spectateurs : 17 782 Arbitrage : Filip Glova Arbitre vidéo : Marco Guida | Spectateurs : 17 782 Arbitrage : Filip Glova Arbitre vidéo : Marco Guida |
| 15 septembre 2022 21h00 CEST | Rapport     |         |              | Spectateurs : 17 782 Arbitrage : Filip Glova Arbitre vidéo : Marco Guida | Spectateurs : 17 782 Arbitrage : Filip Glova Arbitre vidéo : Marco Guida |

| 3e journée                | Malmö FF | 0 - 1   | Union Berlin | Swedbank Stadion, Malmö                                                               |                                                                                       |
| 6 octobre 2022 18h45 CEST |          | (0 - 0) | 68e Becker   | Spectateurs : 16 057 Arbitrage : Halil Umut Meler Arbitre vidéo : Massimiliano Irrati | Spectateurs : 16 057 Arbitrage : Halil Umut Meler Arbitre vidéo : Massimiliano Irrati |
| 6 octobre 2022 18h45 CEST | Rapport  |         |              | Spectateurs : 16 057 Arbitrage : Halil Umut Meler Arbitre vidéo : Massimiliano Irrati | Spectateurs : 16 057 Arbitrage : Halil Umut Meler Arbitre vidéo : Massimiliano Irrati |

| 3e journée                | SC Braga | 1 - 2   | Union Saint-Gilloise | Stade municipal de Braga, Braga                                                   |                                                                                   |
| 6 octobre 2022 21h00 CEST | Ruiz 49e | (0 - 0) | 86e 90+4e Nilsson    | Spectateurs : 14 044 Arbitrage : Stéphanie Frappart Arbitre vidéo : Benoît Millot | Spectateurs : 14 044 Arbitrage : Stéphanie Frappart Arbitre vidéo : Benoît Millot |
| 6 octobre 2022 21h00 CEST | Rapport  |         |                      | Spectateurs : 14 044 Arbitrage : Stéphanie Frappart Arbitre vidéo : Benoît Millot | Spectateurs : 14 044 Arbitrage : Stéphanie Frappart Arbitre vidéo : Benoît Millot |

| 4e journée                 | Union Saint-Gilloise           | 3 - 3   | SC Braga            | Stade Den Dreef, Louvain                                                          |                                                                                   |
| 13 octobre 2022 18h45 CEST | Boniface 20e 62e · Vanzeir 49e | (1 - 3) | 15e 36e 41e Vitinha | Spectateurs : 7 851 Arbitrage : Aliyar Aghayev Arbitre vidéo : Abdulkadir Bitigen | Spectateurs : 7 851 Arbitrage : Aliyar Aghayev Arbitre vidéo : Abdulkadir Bitigen |
| 13 octobre 2022 18h45 CEST | Rapport                        |         |                     | Spectateurs : 7 851 Arbitrage : Aliyar Aghayev Arbitre vidéo : Abdulkadir Bitigen | Spectateurs : 7 851 Arbitrage : Aliyar Aghayev Arbitre vidéo : Abdulkadir Bitigen |

| 4e journée                 | Union Berlin      | 1 - 0   | Malmö FF | Stadion An der Alten Försterei, Berlin                                         |                                                                                |
| 13 octobre 2022 21h00 CEST | Knoche 89e (pen.) | (0 - 0) |          | Spectateurs : 21 800 Arbitrage : Aleksandar Stavrev Arbitre vidéo : Fedayi San | Spectateurs : 21 800 Arbitrage : Aleksandar Stavrev Arbitre vidéo : Fedayi San |
| 13 octobre 2022 21h00 CEST | Rapport           |         |          | Spectateurs : 21 800 Arbitrage : Aleksandar Stavrev Arbitre vidéo : Fedayi San | Spectateurs : 21 800 Arbitrage : Aleksandar Stavrev Arbitre vidéo : Fedayi San |

| 5e journée                 | Malmö FF | 0 - 2   | Union Saint-Gilloise   | Swedbank Stadion, Malmö                                                        |                                                                                |
| 27 octobre 2022 18h45 CEST |          | (0 - 2) | 10e Teuma · 42e Lazare | Spectateurs : 10 912 Arbitrage : Roi Reinshreiber Arbitre vidéo : Paolo Valeri | Spectateurs : 10 912 Arbitrage : Roi Reinshreiber Arbitre vidéo : Paolo Valeri |
| 27 octobre 2022 18h45 CEST | Rapport  |         |                        | Spectateurs : 10 912 Arbitrage : Roi Reinshreiber Arbitre vidéo : Paolo Valeri | Spectateurs : 10 912 Arbitrage : Roi Reinshreiber Arbitre vidéo : Paolo Valeri |

| 5e journée                 | Union Berlin      | 1 - 0   | SC Braga | Stadion An der Alten Försterei, Berlin                                       |                                                                              |
| 27 octobre 2022 18h45 CEST | Knoche 68e (pen.) | (0 - 0) |          | Spectateurs : 21 082 Arbitrage : Craig Pawson Arbitre vidéo : Stuart Attwell | Spectateurs : 21 082 Arbitrage : Craig Pawson Arbitre vidéo : Stuart Attwell |
| 27 octobre 2022 18h45 CEST | Rapport           |         |          | Spectateurs : 21 082 Arbitrage : Craig Pawson Arbitre vidéo : Stuart Attwell | Spectateurs : 21 082 Arbitrage : Craig Pawson Arbitre vidéo : Stuart Attwell |

| 6e journée                 | Union Saint-Gilloise | 0 - 1   | Union Berlin | Stade Den Dreef, Louvain                                                     |                                                                              |
| 3 novembre 2022 21h00 CEST |                      | (0 - 1) | 6e Michel    | Spectateurs : 5 597 Arbitrage : Andris Treimanis Arbitre vidéo : Marco Guida | Spectateurs : 5 597 Arbitrage : Andris Treimanis Arbitre vidéo : Marco Guida |
| 3 novembre 2022 21h00 CEST | Rapport              |         |              | Spectateurs : 5 597 Arbitrage : Andris Treimanis Arbitre vidéo : Marco Guida | Spectateurs : 5 597 Arbitrage : Andris Treimanis Arbitre vidéo : Marco Guida |

| 6e journée                 | SC Braga              | 2 - 1   | Malmö FF   | Stade municipal de Braga, Braga                                             |                                                                             |
| 3 novembre 2022 21h00 CEST | Horta 36e · Djaló 55e | (1 - 0) | 77e Sejdiu | Spectateurs : 11 805 Arbitrage : Ruddy Buquet Arbitre vidéo : Benoît Millot | Spectateurs : 11 805 Arbitrage : Ruddy Buquet Arbitre vidéo : Benoît Millot |
| 3 novembre 2022 21h00 CEST | Rapport               |         |            | Spectateurs : 11 805 Arbitrage : Ruddy Buquet Arbitre vidéo : Benoît Millot | Spectateurs : 11 805 Arbitrage : Ruddy Buquet Arbitre vidéo : Benoît Millot |

### Groupe E
| Rang | Équipe            | Pts | J | G | N | P | Bp | Bc | Diff |  | Résultats (▼ dom., ► ext.) |     |     |     |     |
| ---- | ----------------- | --- | - | - | - | - | -- | -- | ---- |  | -------------------------- | --- | --- | --- | --- |
| 1    | Real Sociedad     | 15  | 6 | 5 | 0 | 1 | 10 | 2  | +8   |  | Real Sociedad              |     | 0-1 | 3-0 | 2-1 |
| 2    | Manchester United | 15  | 6 | 5 | 0 | 1 | 10 | 3  | +7   |  | Manchester United          | 0-1 |     | 3-0 | 1-0 |
| 3    | Sheriff Tiraspol  | 6   | 6 | 2 | 0 | 4 | 4  | 10 | -6   |  | Sheriff Tiraspol           | 0-2 | 0-2 |     | 1-0 |
| 4    | Omónia Nicosie    | 0   | 6 | 0 | 0 | 6 | 3  | 12 | -9   |  | Omónia Nicosie             | 0-2 | 2-3 | 0-3 |     |

| 1re journée                 | Manchester United | 0 - 1   | Real Sociedad     | Old Trafford, Manchester                                                            |                                                                                     |
| 8 septembre 2022 21h00 CEST |                   | (0 - 0) | 59e (pen.) Méndez | Spectateurs : 74 310 Arbitrage : Marco Di Bello Arbitre vidéo : Massimiliano Irrati | Spectateurs : 74 310 Arbitrage : Marco Di Bello Arbitre vidéo : Massimiliano Irrati |
| 8 septembre 2022 21h00 CEST | Rapport           |         |                   | Spectateurs : 74 310 Arbitrage : Marco Di Bello Arbitre vidéo : Massimiliano Irrati | Spectateurs : 74 310 Arbitrage : Marco Di Bello Arbitre vidéo : Massimiliano Irrati |

| 1re journée                 | Omónia Nicosie | 0 - 3   | Sheriff Tiraspol                            | Stade GSP, Nicosie                                                              |                                                                                 |
| 8 septembre 2022 21h00 CEST |                | (0 - 1) | 2e Rasheed · 54e (pen.) Atiemwen · 76e Diop | Spectateurs : 11 271 Arbitrage : Rade Obrenović Arbitre vidéo : Nejc Kajtazovic | Spectateurs : 11 271 Arbitrage : Rade Obrenović Arbitre vidéo : Nejc Kajtazovic |
| 8 septembre 2022 21h00 CEST | Rapport        |         |                                             | Spectateurs : 11 271 Arbitrage : Rade Obrenović Arbitre vidéo : Nejc Kajtazovic | Spectateurs : 11 271 Arbitrage : Rade Obrenović Arbitre vidéo : Nejc Kajtazovic |

| 2e journée                   | Sheriff Tiraspol | 0 - 2   | Manchester United               | Stade Zimbru, Chișinău                                                       |                                                                              |
| 15 septembre 2022 18h45 CEST |                  | (0 - 2) | 17e Sancho · 39e (pen.) Ronaldo | Spectateurs : 8 734 Arbitrage : Paweł Raczkowski Arbitre vidéo : Pawel Pskit | Spectateurs : 8 734 Arbitrage : Paweł Raczkowski Arbitre vidéo : Pawel Pskit |
| 15 septembre 2022 18h45 CEST | Rapport          |         |                                 | Spectateurs : 8 734 Arbitrage : Paweł Raczkowski Arbitre vidéo : Pawel Pskit | Spectateurs : 8 734 Arbitrage : Paweł Raczkowski Arbitre vidéo : Pawel Pskit |

| 2e journée                   | Real Sociedad             | 2 - 1   | Omónia Nicosie | Stade d'Anoeta, Saint-Sébastien                                               |                                                                               |
| 15 septembre 2022 18h45 CEST | Guevara 30e · Sørloth 80e | (1 - 0) | 72e Bruno      | Spectateurs : 28 587 Arbitrage : Kristo Tohver Arbitre vidéo : Chris Kavanagh | Spectateurs : 28 587 Arbitrage : Kristo Tohver Arbitre vidéo : Chris Kavanagh |
| 15 septembre 2022 18h45 CEST | Rapport                   |         |                | Spectateurs : 28 587 Arbitrage : Kristo Tohver Arbitre vidéo : Chris Kavanagh | Spectateurs : 28 587 Arbitrage : Kristo Tohver Arbitre vidéo : Chris Kavanagh |

| 3e journée                | Sheriff Tiraspol | 0 - 2   | Real Sociedad             | Stade Zimbru, Chișinău                                                                   |                                                                                          |
| 6 octobre 2022 18h45 CEST |                  | (0 - 0) | 53e Silva · 62e Elustondo | Spectateurs : 5 427 Arbitrage : Harald Lechner Arbitre vidéo : Christian-Petru Ciochirca | Spectateurs : 5 427 Arbitrage : Harald Lechner Arbitre vidéo : Christian-Petru Ciochirca |
| 6 octobre 2022 18h45 CEST | Rapport          |         |                           | Spectateurs : 5 427 Arbitrage : Harald Lechner Arbitre vidéo : Christian-Petru Ciochirca | Spectateurs : 5 427 Arbitrage : Harald Lechner Arbitre vidéo : Christian-Petru Ciochirca |

| 3e journée                | Omónia Nicosie                  | 2 - 3   | Manchester United              | Stade GSP, Nicosie                                                          |                                                                             |
| 6 octobre 2022 18h45 CEST | Ansarifard 34e · Panayiotou 85e | (1 - 0) | 53e 84e Rashford · 63e Martial | Spectateurs : 20 011 Arbitrage : João Pinheiro Arbitre vidéo : Luis Godinho | Spectateurs : 20 011 Arbitrage : João Pinheiro Arbitre vidéo : Luis Godinho |
| 6 octobre 2022 18h45 CEST | Rapport                         |         |                                | Spectateurs : 20 011 Arbitrage : João Pinheiro Arbitre vidéo : Luis Godinho | Spectateurs : 20 011 Arbitrage : João Pinheiro Arbitre vidéo : Luis Godinho |

| 4e journée                 | Manchester United | 1 - 0   | Omónia Nicosie | Old Trafford, Manchester                                                      |                                                                               |
| 13 octobre 2022 21h00 CEST | McTominay 90+3e   | (0 - 0) |                | Spectateurs : 74 310 Arbitrage : Jérôme Brisard Arbitre vidéo : Benoît Millot | Spectateurs : 74 310 Arbitrage : Jérôme Brisard Arbitre vidéo : Benoît Millot |
| 13 octobre 2022 21h00 CEST | Rapport           |         |                | Spectateurs : 74 310 Arbitrage : Jérôme Brisard Arbitre vidéo : Benoît Millot | Spectateurs : 74 310 Arbitrage : Jérôme Brisard Arbitre vidéo : Benoît Millot |

| 4e journée                 | Real Sociedad                          | 3 - 0   | Sheriff Tiraspol | Stade d'Anoeta, Saint-Sébastien                                            |                                                                            |
| 13 octobre 2022 21h00 CEST | Sørloth 45+1e · Rico 66e · Navarro 81e | (1 - 0) |                  | Spectateurs : 25 806 Arbitrage : Enea Jorgji Arbitre vidéo : Tiago Martins | Spectateurs : 25 806 Arbitrage : Enea Jorgji Arbitre vidéo : Tiago Martins |
| 13 octobre 2022 21h00 CEST | Rapport                                |         |                  | Spectateurs : 25 806 Arbitrage : Enea Jorgji Arbitre vidéo : Tiago Martins | Spectateurs : 25 806 Arbitrage : Enea Jorgji Arbitre vidéo : Tiago Martins |

| 5e journée                 | Manchester United                      | 3 - 0   | Sheriff Tiraspol | Old Trafford, Manchester                                                             |                                                                                      |
| 27 octobre 2022 21h00 CEST | Dalot 44e · Rashford 65e · Ronaldo 81e | (1 - 0) |                  | Spectateurs : 73 764 Arbitrage : Anastasios Sidiropoulos Arbitre vidéo : Marco Fritz | Spectateurs : 73 764 Arbitrage : Anastasios Sidiropoulos Arbitre vidéo : Marco Fritz |
| 27 octobre 2022 21h00 CEST | Rapport                                |         |                  | Spectateurs : 73 764 Arbitrage : Anastasios Sidiropoulos Arbitre vidéo : Marco Fritz | Spectateurs : 73 764 Arbitrage : Anastasios Sidiropoulos Arbitre vidéo : Marco Fritz |

| 5e journée                 | Omónia Nicosie | 0 - 2   | Real Sociedad                   | Stade GSP, Nicosie                                                        |                                                                           |
| 27 octobre 2022 21h00 CEST |                | (0 - 1) | 45+2e Navarro · 60e Karrikaburu | Spectateurs : 11 780 Arbitrage : Tamás Bognár Arbitre vidéo : Piotr Lasyk | Spectateurs : 11 780 Arbitrage : Tamás Bognár Arbitre vidéo : Piotr Lasyk |
| 27 octobre 2022 21h00 CEST | Rapport        |         |                                 | Spectateurs : 11 780 Arbitrage : Tamás Bognár Arbitre vidéo : Piotr Lasyk | Spectateurs : 11 780 Arbitrage : Tamás Bognár Arbitre vidéo : Piotr Lasyk |

| 6e journée                 | Real Sociedad | 0 - 1   | Manchester United | Stade d'Anoeta, Saint-Sébastien                                             |                                                                             |
| 3 novembre 2022 18h45 CEST |               | (0 - 1) | 17e Garnacho      | Spectateurs : 36 744 Arbitrage : Georgi Kabakov Arbitre vidéo : Marco Fritz | Spectateurs : 36 744 Arbitrage : Georgi Kabakov Arbitre vidéo : Marco Fritz |
| 3 novembre 2022 18h45 CEST | Rapport       |         |                   | Spectateurs : 36 744 Arbitrage : Georgi Kabakov Arbitre vidéo : Marco Fritz | Spectateurs : 36 744 Arbitrage : Georgi Kabakov Arbitre vidéo : Marco Fritz |

| 6e journée                 | Sheriff Tiraspol | 1 - 0   | Omónia Nicosie | Stade Zimbru, Chișinău                                                    |                                                                           |
| 3 novembre 2022 18h45 CEST | Akanbi 88e       | (0 - 0) |                | Spectateurs : 2 295 Arbitrage : Fran Jović Arbitre vidéo : Michael Fabbri | Spectateurs : 2 295 Arbitrage : Fran Jović Arbitre vidéo : Michael Fabbri |
| 3 novembre 2022 18h45 CEST | Rapport          |         |                | Spectateurs : 2 295 Arbitrage : Fran Jović Arbitre vidéo : Michael Fabbri | Spectateurs : 2 295 Arbitrage : Fran Jović Arbitre vidéo : Michael Fabbri |

### Groupe F
Le classement final aboutit à une égalité de points des quatre clubs.
| Rang | Équipe              | Pts | J | G | N | P | Bp | Bc | Diff |  | Résultats (▼ dom., ► ext.) |     |     |     |     |
| ---- | ------------------- | --- | - | - | - | - | -- | -- | ---- |  | -------------------------- | --- | --- | --- | --- |
| 1    | Feyenoord Rotterdam | 8   | 6 | 2 | 2 | 2 | 13 | 9  | +4   |  | Feyenoord Rotterdam        |     | 2-2 | 1-0 | 6-0 |
| 2    | FC Midtjylland      | 8   | 6 | 2 | 2 | 2 | 12 | 8  | +4   |  | FC Midtjylland             | 2-2 |     | 5-1 | 2-0 |
| 3    | SS Lazio            | 8   | 6 | 2 | 2 | 2 | 9  | 11 | -2   |  | SS Lazio                   | 4-2 | 2-1 |     | 2-2 |
| 4    | Sturm Graz          | 8   | 6 | 2 | 2 | 2 | 4  | 10 | -6   |  | Sturm Graz                 | 1-0 | 1-0 | 0-0 |     |

| 1re journée                 | SS Lazio                                   | 4 - 2   | Feyenoord Rotterdam    | Stade olympique de Rome, Rome                                                                 |                                                                                               |
| 8 septembre 2022 21h00 CEST | Alberto 4e · Anderson 15e · Vecino 28e 63e | (3 - 0) | 69e (pen.) 88e Giménez | Spectateurs : 22 763 Arbitrage : Ricardo de Burgos Arbitre vidéo : Guillermo Cuadra Fernández | Spectateurs : 22 763 Arbitrage : Ricardo de Burgos Arbitre vidéo : Guillermo Cuadra Fernández |
| 8 septembre 2022 21h00 CEST | Rapport                                    |         |                        | Spectateurs : 22 763 Arbitrage : Ricardo de Burgos Arbitre vidéo : Guillermo Cuadra Fernández | Spectateurs : 22 763 Arbitrage : Ricardo de Burgos Arbitre vidéo : Guillermo Cuadra Fernández |

| 1re journée                 | Sturm Graz | 1 - 0   | FC Midtjylland | Stadion Graz-Liebenau, Graz                                                        |                                                                                    |
| 8 septembre 2022 21h00 CEST | Emegha 8e  | (1 - 0) |                | Spectateurs : 10 521 Arbitrage : Aliyar Aghayev Arbitre vidéo : Abdulkadir Bitigen | Spectateurs : 10 521 Arbitrage : Aliyar Aghayev Arbitre vidéo : Abdulkadir Bitigen |
| 8 septembre 2022 21h00 CEST | Rapport    |         |                | Spectateurs : 10 521 Arbitrage : Aliyar Aghayev Arbitre vidéo : Abdulkadir Bitigen | Spectateurs : 10 521 Arbitrage : Aliyar Aghayev Arbitre vidéo : Abdulkadir Bitigen |

| 2e journée                   | FC Midtjylland                                                               | 5 - 1   | SS Lazio             | MCH Arena, Herning                                                               |                                                                                  |
| 15 septembre 2022 18h45 CEST | Paulinho 26e · Kaba 30e · Evander 52e (pen.) · Isaksen 67e · Sviatchenko 72e | (2 - 0) | 57e Milinković-Savić | Spectateurs : 9 052 Arbitrage : Nikola Dabanović Arbitre vidéo : Nejc Kajtazovic | Spectateurs : 9 052 Arbitrage : Nikola Dabanović Arbitre vidéo : Nejc Kajtazovic |
| 15 septembre 2022 18h45 CEST | Rapport                                                                      |         |                      | Spectateurs : 9 052 Arbitrage : Nikola Dabanović Arbitre vidéo : Nejc Kajtazovic | Spectateurs : 9 052 Arbitrage : Nikola Dabanović Arbitre vidéo : Nejc Kajtazovic |

| 2e journée                   | Feyenoord Rotterdam                                                      | 6 - 0   | Sturm Graz | Stade Feijenoord, Rotterdam                                                  |                                                                              |
| 15 septembre 2022 18h45 CEST | Jahanbakhsh 9e 41e · Hancko 31e · Danilo 34e · Giménez 66e · Idrissi 78e | (4 - 0) |            | Spectateurs : 30 025 Arbitrage : Jérôme Brisard Arbitre vidéo : Paolo Valeri | Spectateurs : 30 025 Arbitrage : Jérôme Brisard Arbitre vidéo : Paolo Valeri |
| 15 septembre 2022 18h45 CEST | Rapport                                                                  |         |            | Spectateurs : 30 025 Arbitrage : Jérôme Brisard Arbitre vidéo : Paolo Valeri | Spectateurs : 30 025 Arbitrage : Jérôme Brisard Arbitre vidéo : Paolo Valeri |

| 3e journée                | Sturm Graz | 0 - 0   | SS Lazio | Stadion Graz-Liebenau, Graz                                                   |                                                                               |
| 6 octobre 2022 18h45 CEST |            | (0 - 0) |          | Spectateurs : 14 171 Arbitrage : Benoît Bastien Arbitre vidéo : Rob Dieperink | Spectateurs : 14 171 Arbitrage : Benoît Bastien Arbitre vidéo : Rob Dieperink |
| 6 octobre 2022 18h45 CEST | Rapport    |         |          | Spectateurs : 14 171 Arbitrage : Benoît Bastien Arbitre vidéo : Rob Dieperink | Spectateurs : 14 171 Arbitrage : Benoît Bastien Arbitre vidéo : Rob Dieperink |

| 3e journée                | FC Midtjylland            | 2 - 2   | Feyenoord Rotterdam              | MCH Arena, Herning                                                               |                                                                                  |
| 6 octobre 2022 21h00 CEST | Isaksen 54e · Juninho 85e | (0 - 2) | 23e Szymański · 45e (pen.) Kökçü | Spectateurs : 9 044 Arbitrage : Mohammed Al-Hakim Arbitre vidéo : Michael Fabbri | Spectateurs : 9 044 Arbitrage : Mohammed Al-Hakim Arbitre vidéo : Michael Fabbri |
| 6 octobre 2022 21h00 CEST | Rapport                   |         |                                  | Spectateurs : 9 044 Arbitrage : Mohammed Al-Hakim Arbitre vidéo : Michael Fabbri | Spectateurs : 9 044 Arbitrage : Mohammed Al-Hakim Arbitre vidéo : Michael Fabbri |

| 4e journée                 | Feyenoord Rotterdam     | 2 - 2   | FC Midtjylland                 | Stade Feijenoord, Rotterdam                                                     |                                                                                 |
| 13 octobre 2022 18h45 CEST | Timber 32e · Hancko 48e | (1 - 1) | 16e Martínez · 59e Sviatchenko | Spectateurs : 43 086 Arbitrage : Rade Obrenovič Arbitre vidéo : Nejc Kajtazovic | Spectateurs : 43 086 Arbitrage : Rade Obrenovič Arbitre vidéo : Nejc Kajtazovic |
| 13 octobre 2022 18h45 CEST | Rapport                 |         |                                | Spectateurs : 43 086 Arbitrage : Rade Obrenovič Arbitre vidéo : Nejc Kajtazovic | Spectateurs : 43 086 Arbitrage : Rade Obrenovič Arbitre vidéo : Nejc Kajtazovic |

| 4e journée                 | SS Lazio                        | 2 - 2   | Sturm Graz     | Stade olympique de Rome, Rome                                                 |                                                                               |
| 13 octobre 2022 21h00 CEST | Immobile 45e (pen.) · Pedro 71e | (1 - 0) | 56e 83e Bøving | Spectateurs : 21 059 Arbitrage : Sascha Stegemann Arbitre vidéo : Marco Fritz | Spectateurs : 21 059 Arbitrage : Sascha Stegemann Arbitre vidéo : Marco Fritz |
| 13 octobre 2022 21h00 CEST | Rapport                         |         |                | Spectateurs : 21 059 Arbitrage : Sascha Stegemann Arbitre vidéo : Marco Fritz | Spectateurs : 21 059 Arbitrage : Sascha Stegemann Arbitre vidéo : Marco Fritz |

| 5e journée                 | SS Lazio                         | 2 - 1   | FC Midtjylland | Stade olympique de Rome, Rome                                                        |                                                                                      |
| 27 octobre 2022 18h45 CEST | Milinković-Savić 36e · Pedro 58e | (1 - 1) | 8e Isaksen     | Spectateurs : 17 756 Arbitrage : Daniel Stefański Arbitre vidéo : Tomasz Kwiatkowski | Spectateurs : 17 756 Arbitrage : Daniel Stefański Arbitre vidéo : Tomasz Kwiatkowski |
| 27 octobre 2022 18h45 CEST | Rapport                          |         |                | Spectateurs : 17 756 Arbitrage : Daniel Stefański Arbitre vidéo : Tomasz Kwiatkowski | Spectateurs : 17 756 Arbitrage : Daniel Stefański Arbitre vidéo : Tomasz Kwiatkowski |

| 5e journée                 | Sturm Graz        | 1 - 0   | Feyenoord Rotterdam | Stadion Graz-Liebenau, Graz                                              |                                                                          |
| 27 octobre 2022 21h00 CEST | Kiteishvili 90+3e | (0 - 0) |                     | Spectateurs : 13 987 Arbitrage : Espen Eskås Arbitre vidéo : Harm Osmers | Spectateurs : 13 987 Arbitrage : Espen Eskås Arbitre vidéo : Harm Osmers |
| 27 octobre 2022 21h00 CEST | Rapport           |         |                     | Spectateurs : 13 987 Arbitrage : Espen Eskås Arbitre vidéo : Harm Osmers | Spectateurs : 13 987 Arbitrage : Espen Eskås Arbitre vidéo : Harm Osmers |

| 6e journée                 | FC Midtjylland | 2 - 0   | Sturm Graz | MCH Arena, Herning                                                        |                                                                           |
| 3 novembre 2022 18h45 CEST | Dreyer 15e 72e | (1 - 0) |            | Spectateurs : 9 134 Arbitrage : Matej Jug Arbitre vidéo : Nejc Kajtazovic | Spectateurs : 9 134 Arbitrage : Matej Jug Arbitre vidéo : Nejc Kajtazovic |
| 3 novembre 2022 18h45 CEST | Rapport        |         |            | Spectateurs : 9 134 Arbitrage : Matej Jug Arbitre vidéo : Nejc Kajtazovic | Spectateurs : 9 134 Arbitrage : Matej Jug Arbitre vidéo : Nejc Kajtazovic |

| 6e journée                 | Feyenoord Rotterdam | 1 - 0   | SS Lazio | Stade Feijenoord, Rotterdam                                                   |                                                                               |
| 3 novembre 2022 18h45 CEST | Giménez 64e         | (0 - 0) |          | Spectateurs : 43 268 Arbitrage : Irfan Peljto Arbitre vidéo : Bastian Dankert | Spectateurs : 43 268 Arbitrage : Irfan Peljto Arbitre vidéo : Bastian Dankert |
| 3 novembre 2022 18h45 CEST | Rapport             |         |          | Spectateurs : 43 268 Arbitrage : Irfan Peljto Arbitre vidéo : Bastian Dankert | Spectateurs : 43 268 Arbitrage : Irfan Peljto Arbitre vidéo : Bastian Dankert |

### Groupe G
| Rang | Équipe      | Pts | J | G | N | P | Bp | Bc | Diff |  | Résultats (▼ dom., ► ext.) |     |     |     |     |
| ---- | ----------- | --- | - | - | - | - | -- | -- | ---- |  | -------------------------- | --- | --- | --- | --- |
| 1    | SC Fribourg | 14  | 6 | 4 | 2 | 0 | 13 | 3  | +10  |  | SC Fribourg                |     | 2-0 | 2-1 | 1-1 |
| 2    | FC Nantes   | 9   | 6 | 3 | 0 | 3 | 6  | 11 | -5   |  | FC Nantes                  | 0-4 |     | 2-1 | 2-1 |
| 3    | Qarabağ FK  | 8   | 6 | 2 | 2 | 2 | 9  | 5  | +4   |  | Qarabağ FK                 | 1-1 | 3-0 |     | 0-0 |
| 4    | Olympiakós  | 2   | 6 | 0 | 2 | 4 | 2  | 11 | -9   |  | Olympiakós                 | 0-3 | 0-2 | 0-3 |     |

| 1re journée                 | FC Nantes                    | 2 - 1   | Olympiakos            | Stade de la Beaujoire, Nantes                                                             |                                                                                           |
| 8 septembre 2022 21h00 CEST | Mohamed 32e · Guessand 90+3e | (1 - 0) | 50e (csc) Moutoussamy | Spectateurs : 31 276 Arbitrage : Harald Lechner Arbitre vidéo : Christian-Petru Ciochirca | Spectateurs : 31 276 Arbitrage : Harald Lechner Arbitre vidéo : Christian-Petru Ciochirca |
| 8 septembre 2022 21h00 CEST | Rapport                      |         |                       | Spectateurs : 31 276 Arbitrage : Harald Lechner Arbitre vidéo : Christian-Petru Ciochirca | Spectateurs : 31 276 Arbitrage : Harald Lechner Arbitre vidéo : Christian-Petru Ciochirca |

| 1re journée                 | SC Fribourg         | 2 - 1   | Qarabağ FK  | Europa-Park-Stadion, Fribourg-en-Brisgau                                       |                                                                                |
| 8 septembre 2022 21h00 CEST | Grifo 7e · Doan 15e | (2 - 1) | 39e Vešović | Spectateurs : 31 500 Arbitrage : Erik Lambrechts Arbitre vidéo : Willy Delajod | Spectateurs : 31 500 Arbitrage : Erik Lambrechts Arbitre vidéo : Willy Delajod |
| 8 septembre 2022 21h00 CEST | Rapport             |         |             | Spectateurs : 31 500 Arbitrage : Erik Lambrechts Arbitre vidéo : Willy Delajod | Spectateurs : 31 500 Arbitrage : Erik Lambrechts Arbitre vidéo : Willy Delajod |

| 2e journée                   | Olympiakos | 0 - 3   | SC Fribourg                     | Stade Karaïskakis, Le Pirée                                               |                                                                           |
| 15 septembre 2022 18h45 CEST |            | (0 - 2) | 5e Höfler · 25e 53e Gregoritsch | Spectateurs : 23 104 Arbitrage : Matej Jug Arbitre vidéo : Rade Obrenovič | Spectateurs : 23 104 Arbitrage : Matej Jug Arbitre vidéo : Rade Obrenovič |
| 15 septembre 2022 18h45 CEST | Rapport    |         |                                 | Spectateurs : 23 104 Arbitrage : Matej Jug Arbitre vidéo : Rade Obrenovič | Spectateurs : 23 104 Arbitrage : Matej Jug Arbitre vidéo : Rade Obrenovič |

| 2e journée                   | Qarabağ FK                            | 3 - 0   | FC Nantes | Stade Tofiq-Béhramov, Bakou                                                |                                                                            |
| 15 septembre 2022 18h45 CEST | Owusu 60e · Zoubir 65e · Janković 72e | (0 - 0) |           | Spectateurs : 26 495 Arbitrage : Enea Jorgji Arbitre vidéo : Luca Pairetto | Spectateurs : 26 495 Arbitrage : Enea Jorgji Arbitre vidéo : Luca Pairetto |
| 15 septembre 2022 18h45 CEST | Rapport                               |         |           | Spectateurs : 26 495 Arbitrage : Enea Jorgji Arbitre vidéo : Luca Pairetto | Spectateurs : 26 495 Arbitrage : Enea Jorgji Arbitre vidéo : Luca Pairetto |

| 3e journée                | Olympiakos | 0 - 3   | Qarabağ FK                              | Stade Karaïskakis, Le Pirée                                                   |                                                                               |
| 6 octobre 2022 21h00 CEST |            | (0 - 0) | 68e Owusu · 82e Vešović · 86e Sheydayev | Spectateurs : 21 667 Arbitrage : Irfan Peljto Arbitre vidéo : Jeroen Manschot | Spectateurs : 21 667 Arbitrage : Irfan Peljto Arbitre vidéo : Jeroen Manschot |
| 6 octobre 2022 21h00 CEST | Rapport    |         |                                         | Spectateurs : 21 667 Arbitrage : Irfan Peljto Arbitre vidéo : Jeroen Manschot | Spectateurs : 21 667 Arbitrage : Irfan Peljto Arbitre vidéo : Jeroen Manschot |

| 3e journée                | SC Fribourg            | 2 - 0   | FC Nantes | Europa-Park-Stadion, Fribourg-en-Brisgau                                            |                                                                                     |
| 6 octobre 2022 21h00 CEST | Kyereh 48e · Grifo 72e | (0 - 0) |           | Spectateurs : 33 200 Arbitrage : Glenn Nyberg Arbitre vidéo : Juan Martínez Munuera | Spectateurs : 33 200 Arbitrage : Glenn Nyberg Arbitre vidéo : Juan Martínez Munuera |
| 6 octobre 2022 21h00 CEST | Rapport                |         |           | Spectateurs : 33 200 Arbitrage : Glenn Nyberg Arbitre vidéo : Juan Martínez Munuera | Spectateurs : 33 200 Arbitrage : Glenn Nyberg Arbitre vidéo : Juan Martínez Munuera |

| 4e journée                 | FC Nantes | 0 - 4   | SC Fribourg                                                      | Stade de la Beaujoire, Nantes                                                  |                                                                                |
| 13 octobre 2022 18h45 CEST |           | (0 - 1) | 26e Kübler · 71e Gregoritsch · 82e (csc) Castelletto · 87e Jeong | Spectateurs : 31 845 Arbitrage : Horațiu Feșnic Arbitre vidéo : Michael Fabbri | Spectateurs : 31 845 Arbitrage : Horațiu Feșnic Arbitre vidéo : Michael Fabbri |
| 13 octobre 2022 18h45 CEST | Rapport   |         |                                                                  | Spectateurs : 31 845 Arbitrage : Horațiu Feșnic Arbitre vidéo : Michael Fabbri | Spectateurs : 31 845 Arbitrage : Horațiu Feșnic Arbitre vidéo : Michael Fabbri |

| 4e journée                 | Qarabağ FK | 0 - 0   | Olympiakos | Stade Tofiq-Béhramov, Bakou                                                  |                                                                              |
| 13 octobre 2022 18h45 CEST |            | (0 - 0) |            | Spectateurs : 31 200 Arbitrage : Craig Pawson Arbitre vidéo : Darren England | Spectateurs : 31 200 Arbitrage : Craig Pawson Arbitre vidéo : Darren England |
| 13 octobre 2022 18h45 CEST | Rapport    |         |            | Spectateurs : 31 200 Arbitrage : Craig Pawson Arbitre vidéo : Darren England | Spectateurs : 31 200 Arbitrage : Craig Pawson Arbitre vidéo : Darren England |

| 5e journée                 | SC Fribourg  | 1 - 1   | Olympiakos   | Europa-Park-Stadion, Fribourg-en-Brisgau                                  |                                                                           |
| 27 octobre 2022 21h00 CEST | Kübler 90+3e | (0 - 1) | 17e El-Arabi | Spectateurs : 33 000 Arbitrage : Kristo Tohver Arbitre vidéo : Fedayi San | Spectateurs : 33 000 Arbitrage : Kristo Tohver Arbitre vidéo : Fedayi San |
| 27 octobre 2022 21h00 CEST | Rapport      |         |              | Spectateurs : 33 000 Arbitrage : Kristo Tohver Arbitre vidéo : Fedayi San | Spectateurs : 33 000 Arbitrage : Kristo Tohver Arbitre vidéo : Fedayi San |

| 5e journée                 | FC Nantes               | 2 - 1   | Qarabağ FK        | Stade de la Beaujoire, Nantes                                                 |                                                                               |
| 27 octobre 2022 21h00 CEST | Blas 17e · Ganago 90+5e | (1 - 0) | 56e (pen.) Ozobić | Spectateurs : 30 927 Arbitrage : Jakob Kehlet Arbitre vidéo : Jeroen Manschot | Spectateurs : 30 927 Arbitrage : Jakob Kehlet Arbitre vidéo : Jeroen Manschot |
| 27 octobre 2022 21h00 CEST | Rapport                 |         |                   | Spectateurs : 30 927 Arbitrage : Jakob Kehlet Arbitre vidéo : Jeroen Manschot | Spectateurs : 30 927 Arbitrage : Jakob Kehlet Arbitre vidéo : Jeroen Manschot |

| 6e journée                 | Qarabağ FK  | 1 - 1   | SC Fribourg  | Stade Tofiq-Béhramov, Bakou                                                     |                                                                                 |
| 3 novembre 2022 18h45 CEST | Owusu 90+2e | (0 - 1) | 25e Petersen | Spectateurs : 30 430 Arbitrage : Aleksei Kulbakov Arbitre vidéo : Tiago Martins | Spectateurs : 30 430 Arbitrage : Aleksei Kulbakov Arbitre vidéo : Tiago Martins |
| 3 novembre 2022 18h45 CEST | Rapport     |         |              | Spectateurs : 30 430 Arbitrage : Aleksei Kulbakov Arbitre vidéo : Tiago Martins | Spectateurs : 30 430 Arbitrage : Aleksei Kulbakov Arbitre vidéo : Tiago Martins |

| 6e journée                 | Olympiakos | 0 - 2   | FC Nantes              | Stade Karaïskakis, Le Pirée                                               |                                                                           |
| 3 novembre 2022 18h45 CEST |            | (0 - 0) | 79e Mohamed · 90e Blas | Spectateurs : 16 254 Arbitrage : Serhiy Boyko Arbitre vidéo : Piotr Lasyk | Spectateurs : 16 254 Arbitrage : Serhiy Boyko Arbitre vidéo : Piotr Lasyk |
| 3 novembre 2022 18h45 CEST | Rapport    |         |                        | Spectateurs : 16 254 Arbitrage : Serhiy Boyko Arbitre vidéo : Piotr Lasyk | Spectateurs : 16 254 Arbitrage : Serhiy Boyko Arbitre vidéo : Piotr Lasyk |

### Groupe H
| Rang | Équipe                   | Pts | J | G | N | P | Bp | Bc | Diff |  | Résultats (▼ dom., ► ext.) |     |     |     |     |
| ---- | ------------------------ | --- | - | - | - | - | -- | -- | ---- |  | -------------------------- | --- | --- | --- | --- |
| 1    | Ferencváros TC           | 10  | 6 | 3 | 1 | 2 | 8  | 9  | -1   |  | Ferencváros TC             |     | 1-1 | 3-2 | 2-1 |
| 2    | AS Monaco                | 10  | 6 | 3 | 1 | 2 | 9  | 8  | +1   |  | AS Monaco                  | 0-1 |     | 3-1 | 4-1 |
| 3    | Trabzonspor              | 9   | 6 | 3 | 0 | 3 | 10 | 9  | +1   |  | Trabzonspor                | 1-0 | 4-0 |     | 2-1 |
| 4    | Étoile rouge de Belgrade | 6   | 6 | 2 | 0 | 4 | 9  | 11 | -2   |  | Étoile rouge de Belgrade   | 4-1 | 0-1 | 2-1 |     |

| 1re journée                 | Étoile rouge de Belgrade | 0 - 1   | AS Monaco         | Stade de l'Étoile rouge, Belgrade                                         |                                                                           |
| 8 septembre 2022 21h00 CEST |                          | (0 - 0) | 74e (pen.) Embolo | Spectateurs : 40 226 Arbitrage : Harm Osmers Arbitre vidéo : Sören Storks | Spectateurs : 40 226 Arbitrage : Harm Osmers Arbitre vidéo : Sören Storks |
| 8 septembre 2022 21h00 CEST | Rapport                  |         |                   | Spectateurs : 40 226 Arbitrage : Harm Osmers Arbitre vidéo : Sören Storks | Spectateurs : 40 226 Arbitrage : Harm Osmers Arbitre vidéo : Sören Storks |

| 1re journée                 | Ferencváros TC                   | 3 - 2   | Trabzonspor           | Groupama Aréna, Budapest                                                      |                                                                               |
| 8 septembre 2022 21h00 CEST | Nguen 5e 44e (pen.) · Traoré 29e | (3 - 1) | 39e Gómez · 71e Bozok | Spectateurs : 17 987 Arbitrage : Fabio Maresca Arbitre vidéo : Michael Fabbri | Spectateurs : 17 987 Arbitrage : Fabio Maresca Arbitre vidéo : Michael Fabbri |
| 8 septembre 2022 21h00 CEST | Rapport                          |         |                       | Spectateurs : 17 987 Arbitrage : Fabio Maresca Arbitre vidéo : Michael Fabbri | Spectateurs : 17 987 Arbitrage : Fabio Maresca Arbitre vidéo : Michael Fabbri |

| 2e journée                   | Trabzonspor                | 2 - 1   | Étoile rouge de Belgrade | Medical Park Stadyumu, Trabzon                                                   |                                                                                  |
| 15 septembre 2022 18h45 CEST | Hamšík 16e · Trézéguet 68e | (1 - 0) | 89e Nikolić              | Spectateurs : 24 884 Arbitrage : Sascha Stegemann Arbitre vidéo : Benjamin Brand | Spectateurs : 24 884 Arbitrage : Sascha Stegemann Arbitre vidéo : Benjamin Brand |
| 15 septembre 2022 18h45 CEST | Rapport                    |         |                          | Spectateurs : 24 884 Arbitrage : Sascha Stegemann Arbitre vidéo : Benjamin Brand | Spectateurs : 24 884 Arbitrage : Sascha Stegemann Arbitre vidéo : Benjamin Brand |

| 2e journée                   | AS Monaco | 0 - 1   | Ferencváros TC | Stade Louis-II, Monaco                                                  |                                                                         |
| 15 septembre 2022 18h45 CEST |           | (0 - 0) | 80e Vécsei     | Spectateurs : 3 931 Arbitrage : Espen Eskås Arbitre vidéo : David Coote | Spectateurs : 3 931 Arbitrage : Espen Eskås Arbitre vidéo : David Coote |
| 15 septembre 2022 18h45 CEST | Rapport   |         |                | Spectateurs : 3 931 Arbitrage : Espen Eskås Arbitre vidéo : David Coote | Spectateurs : 3 931 Arbitrage : Espen Eskås Arbitre vidéo : David Coote |

| 3e journée                | Étoile rouge de Belgrade                        | 4 - 1   | Ferencváros TC   | Stade de l'Étoile rouge, Belgrade                                                   |                                                                                     |
| 6 octobre 2022 18h45 CEST | Kanga 27e (pen.) 60e · Mitrović 35e · Katai 51e | (2 - 0) | 71e Zachariassen | Spectateurs : 26 244 Arbitrage : Lawrence Visser Arbitre vidéo : Bram Van Driessche | Spectateurs : 26 244 Arbitrage : Lawrence Visser Arbitre vidéo : Bram Van Driessche |
| 6 octobre 2022 18h45 CEST | Rapport                                         |         |                  | Spectateurs : 26 244 Arbitrage : Lawrence Visser Arbitre vidéo : Bram Van Driessche | Spectateurs : 26 244 Arbitrage : Lawrence Visser Arbitre vidéo : Bram Van Driessche |

| 3e journée                | AS Monaco                                | 3 - 1   | Trabzonspor   | Stade Louis-II, Monaco                                                        |                                                                               |
| 6 octobre 2022 18h45 CEST | Ben Yedder 14e 45+2e (pen.) · Disasi 55e | (2 - 0) | 72e Bakasétas | Spectateurs : 5 050 Arbitrage : Giorgi Kruashvili Arbitre vidéo : Marco Guida | Spectateurs : 5 050 Arbitrage : Giorgi Kruashvili Arbitre vidéo : Marco Guida |
| 6 octobre 2022 18h45 CEST | Rapport                                  |         |               | Spectateurs : 5 050 Arbitrage : Giorgi Kruashvili Arbitre vidéo : Marco Guida | Spectateurs : 5 050 Arbitrage : Giorgi Kruashvili Arbitre vidéo : Marco Guida |

| 4e journée                 | Trabzonspor                                                  | 4 - 0   | AS Monaco | Medical Park Stadyumu, Trabzon                                            |                                                                           |
| 13 octobre 2022 21h00 CEST | Sarr 44e (csc) · Vitor Hugo 48e · Bardhi 57e · Trézéguet 69e | (1 - 0) |           | Spectateurs : 24 343 Arbitrage : Jakob Kehlet Arbitre vidéo : David Coote | Spectateurs : 24 343 Arbitrage : Jakob Kehlet Arbitre vidéo : David Coote |
| 13 octobre 2022 21h00 CEST | Rapport                                                      |         |           | Spectateurs : 24 343 Arbitrage : Jakob Kehlet Arbitre vidéo : David Coote | Spectateurs : 24 343 Arbitrage : Jakob Kehlet Arbitre vidéo : David Coote |

| 4e journée                 | Ferencváros TC                  | 2 - 1   | Étoile rouge de Belgrade | Groupama Aréna, Budapest                                                             |                                                                                      |
| 13 octobre 2022 21h00 CEST | Zachariassen 24e · S. Mmaee 61e | (1 - 0) | 55e Mitrović             | Spectateurs : 20 675 Arbitrage : Daniel Stefański Arbitre vidéo : Tomasz Kwiatkowski | Spectateurs : 20 675 Arbitrage : Daniel Stefański Arbitre vidéo : Tomasz Kwiatkowski |
| 13 octobre 2022 21h00 CEST | Rapport                         |         |                          | Spectateurs : 20 675 Arbitrage : Daniel Stefański Arbitre vidéo : Tomasz Kwiatkowski | Spectateurs : 20 675 Arbitrage : Daniel Stefański Arbitre vidéo : Tomasz Kwiatkowski |

| 5e journée                 | Étoile rouge de Belgrade | 2 - 1   | Trabzonspor   | Stade de l'Étoile rouge, Belgrade                                          |                                                                            |
| 27 octobre 2022 21h00 CEST | Katai 37e · Pešić 64e    | (1 - 1) | 39e Bakasétas | Spectateurs : 30 431 Arbitrage : João Pinheiro Arbitre vidéo : Marco Guida | Spectateurs : 30 431 Arbitrage : João Pinheiro Arbitre vidéo : Marco Guida |
| 27 octobre 2022 21h00 CEST | Rapport                  |         |               | Spectateurs : 30 431 Arbitrage : João Pinheiro Arbitre vidéo : Marco Guida | Spectateurs : 30 431 Arbitrage : João Pinheiro Arbitre vidéo : Marco Guida |

| 5e journée                 | Ferencváros TC   | 1 - 1   | AS Monaco      | Groupama Aréna, Budapest                                                                   |                                                                                            |
| 27 octobre 2022 21h00 CEST | Zachariassen 82e | (0 - 1) | 31e Ben Yedder | Spectateurs : 20 517 Arbitrage : Enea Jorgji Arbitre vidéo : Alejandro Hernández Hernández | Spectateurs : 20 517 Arbitrage : Enea Jorgji Arbitre vidéo : Alejandro Hernández Hernández |
| 27 octobre 2022 21h00 CEST | Rapport          |         |                | Spectateurs : 20 517 Arbitrage : Enea Jorgji Arbitre vidéo : Alejandro Hernández Hernández | Spectateurs : 20 517 Arbitrage : Enea Jorgji Arbitre vidéo : Alejandro Hernández Hernández |

| 6e journée                 | Trabzonspor  | 1 - 0   | Ferencváros TC | Medical Park Stadyumu, Trabzon                                                 |                                                                                |
| 3 novembre 2022 18h45 CEST | Bakasétas 7e | (1 - 0) |                | Spectateurs : 22 840 Arbitrage : Harm Osmers Arbitre vidéo : Christian Dingert | Spectateurs : 22 840 Arbitrage : Harm Osmers Arbitre vidéo : Christian Dingert |
| 3 novembre 2022 18h45 CEST | Rapport      |         |                | Spectateurs : 22 840 Arbitrage : Harm Osmers Arbitre vidéo : Christian Dingert | Spectateurs : 22 840 Arbitrage : Harm Osmers Arbitre vidéo : Christian Dingert |

| 6e journée                 | AS Monaco                            | 4 - 1   | Étoile rouge de Belgrade | Stade Louis-II, Monaco                                                           |                                                                                  |
| 3 novembre 2022 18h45 CEST | Volland 5e 27e 87e · Rodić 50e (csc) | (2 - 0) | 54e (pen.) Kanga         | Spectateurs : 6 341 Arbitrage : Serdar Gözübüyük Arbitre vidéo : Jeroen Manschot | Spectateurs : 6 341 Arbitrage : Serdar Gözübüyük Arbitre vidéo : Jeroen Manschot |
| 3 novembre 2022 18h45 CEST | Rapport                              |         |                          | Spectateurs : 6 341 Arbitrage : Serdar Gözübüyük Arbitre vidéo : Jeroen Manschot | Spectateurs : 6 341 Arbitrage : Serdar Gözübüyük Arbitre vidéo : Jeroen Manschot |